# Nat-Sidi Diallo
Nat-Sidi Diallo (* 3. Februar 2000 in Lüttich) ist ein deutscher Basketballspieler.

## Laufbahn
Der im belgischen Lüttich geborene Flügelspieler durchlief die Nachwuchsabteilung des SC Rasta Vechta. Diallo spielte in der Jugend-Basketball-Bundesliga sowie in der Nachwuchs-Basketball-Bundesliga, zudem kam er bereits als Jugendlicher in Rastas zweiter Herrenmannschaft in der 1. Regionalliga zum Einsatz. Er besuchte in Vechta die Berufsbildenden Schulen Marienhain.
Im Juni 2019 unterschrieb er bei Ratiopharm Ulm einen Dreijahresvertrag und bestritt am ersten Spieltag der Saison 2019/2020 seinen ersten Einsatz in der Basketball-Bundesliga. Diallo kam in Ulm überwiegend für die Nachwuchsfördermannschaft OrangeAcademy in der 2. Bundesliga ProB zum Einsatz, für Ulms Erstligamannschaft bestritt er bis 2022 sieben Bundesliga-Begegnungen.
Diallo wurde im Sommer 2022 vom Bundesligisten Medi Bayreuth verpflichtet. Mit den Oberfranken verfehlte er den Klassenerhalt. Zur Saison 2023/24 kehrte er zum SC Rasta Vechta zurück, der zuvor den Wiederaufstieg in die Bundesliga geschafft hatte. Für den Verein bestritt er in der Bundesliga 25 Einsätze (2,1 Punkte je Begegnung) und ging zur Saison 2024/25 wieder nach Bayreuth in die zweite Liga.

### Nationalmannschaft
Diallo wurde im Jahr 2016 in die deutsche U16-Nationalmannschaft berufen, mit der U18-Auswahl gewann er im Frühjahr 2018 das Albert-Schweitzer-Turnier.